# Salomé (cantante)
María Rosa Marco Poquet (Barcelona, 21 de junio de 1939), conocida artísticamente como Salomé, es una cantante española. Fue una de las cuatro ganadoras del Festival de Eurovisión 1969, con la canción Vivo cantando.

## Trayectoria artística
A los siete años empezó a estudiar ballet clásico en la Escuela Magriñá, fue a París y formó parte del ballet del Marqués de Cuevas en 1959-1961. Antes de ser cantante Salomé trabajó en la Hispano Olivetti de Barcelona. También estudió bellas artes y cursó la carrera de medicina hasta el 4º curso.
Su familia no era partidaria de que se dedicase al mundo de la canción pero consiguió que sus padres le dejasen probarlo durante dos años. Empezó a cantar en Radio Barcelona e inició una larga carrera musical que compaginaría con su faceta como presentadora de televisión.

### Carrera musical en los años 60
A partir de 1962 empezó a grabar singles para sellos discográficos como Iberofón, Zafiro, Edigsa o Belter, pero sus primeros LP no aparecerían hasta 1968. Se presentó al Festival de la Canción Mediterránea de 1962 con el tema La muralla de Berlín y al de 1963 con Se'n va anar, en catalán, obteniendo el primer puesto. Actuó también en el Festival de Valencia; el Gran Festival de Madrid 1963 (Enseña tus manos, Con permiso de papá); el Festival Internacional de la Canción de Mallorca 1964 y el Festival Hispano-portugués de la canción del Duero en 1965, donde obtuvo el premio de interpretación. En 1965 regresó al Festival de la Canción Mediterránea con la canción Extranjera pero no pasó de semifinales; en 1967, en el mismo festival, quedaría en 2.º puesto con el tema Com el vent. Durante esos años llegó a ser también la telonera de Frank Sinatra.
En 1968 fue coprotagonista interpretando el papel de Valentina en la película mexicana El Camino de los Espantos. Asimismo, siguió tomando parte en varios festivales internacionales extranjeros, como el III Festival Internacional da Canção de Río de Janeiro con el tema La feria; el VIII Festival Internacional de la Canción de Sopot (Polonia) con Una mica de música con el que ganó el gran premio de la crítica; el IV Festival de la canción pop Golden Clef, celebrado en Karlovy Vary (Checoslovaquia), donde quedó tercera con Pase lo que pase; el I Festival Oscar de Malta, donde quedó segunda y además obtuvo el premio de interpretación, etc. Se pensó en ella para sustituir a Joan Manuel Serrat en el Festival de Eurovisión 1968, pero fue vetada. Ese mismo año fue galardonada con el premio "Olé de la canción".
Durante esos años grabó numerosos temas en catalán y castellano, entre los más conocidos Quinientas millas, L'arbre, Bésame mucho, Com el vent, L'emigrant, Puedo morir mañana, Isla del amor o Esperaré.

### Eurovisión 1969
Ganó representando a España el Festival de Eurovisión de 1969 con la canción Vivo cantando, compuesta por María José de Ceratto, con letra de Aniano Alcalde. Compartió el primer premio con Lulu (Reino Unido), Frida Boccara (Francia) y Lenny Kuhr (Países Bajos), un caso único en la historia del certamen. Recibió el galardón en Madrid de manos de la también española Massiel, ganadora del año anterior. 
Su vestido en la puesta en escena, diseñado por Manuel Pertegaz para la ocasión, pesaba catorce kilos y era un bordado a máquina realizado con canutillos de porcelana de color azul turquesa. A esto hay que sumarle los tres collares que portó que pesaban 3 kilos en total. Nancy Sinatra utilizó un vestido de idéntica estructura, más ligero, en una actuación conjunta con su progenitor Frank Sinatra (7 de diciembre de 1966). Salomé grabó Vivo cantando en ocho idiomas diferentes (español, catalán, euskera, francés, alemán, italiano, inglés y serbocroata).
Pocos días después de su victoria en el festival recibió la medalla del Círculo Catalán y el Garbanzo de Plata, y en noviembre del mismo año el Ciro's de Oro.
Estuvo nominada varias veces para recibir el premio Limón de los llamados "Premios Naranja y Limón".
Fue invitada para cantar su famosa canción en la final nacional de España de 1970 en la que resultó ganador Julio Iglesias. Además, grabó poco después su propia versión de Gwendolyne.

### Carrera musical desde 1970 en adelante
Su discografía de los años 1970 y 80 estuvo marcada por la interpretación de boleros, temas clásicos y folklóricos, tanto en castellano como en catalán. En 1971 se convirtió en la primera mujer que grababa un disco de sardanas.
A mediados de los años 90 se reconvirtió en presentadora de Canal 9, la cadena autonómica valenciana, donde condujo el concurso Amor a primera vista y a partir de 2001 el programa matinal En companyia de Salomé.
Fue invitada junto a otros representantes de Eurovisión y el Festival de la OTI en el 40.º aniversario de RTVE en el programa Brindaremos por los 40.
Presentó en RTVE el programa Tal como éramos en 1998.
Simultáneamente hizo apariciones esporádicas en televisión hablando de asuntos relacionados con su paso por Eurovisión o la música de los 60. Fue jurado en los festivales de Eurovisión 1991, OTI Internacional 1992 y 1993 y Benidorm 2006, además de asistir como tal en la final nacional de Eurovisión 2004 o como invitada en el debate de la final de Eurovisión 2006 entre otros.
En mayo de 2009 Salomé interpretó en el programa Los mejores años de nuestra vida canción a canción su famoso tema de Eurovisión.
En 2019 recibe las Manos de Oro del Centro de Iniciativas Turísticas de Teruel con motivo del 50.º aniversario de su victoria en el festival.

### Vida personal
La prensa del corazón se hizo eco en los años 60 de sus relaciones sentimentales con los cantantes Andy Russell o Jaime Morey. El 25 de octubre de 1969 contrajo matrimonio con el que sería su marido, Sebastián García Verneta, convertido en su representante artístico. En 1973 tuvieron a su único hijo y se afincaron definitivamente en Valencia.

## Discografía
- Salomé en Discogs

### Álbumes de estudio
- 1964: Salomé
- 1968: Salomé
- 1968: El cant dels ocells
- 1969: Vivo cantando (Vencedora del Festival de la Canción de Eurovisión)
- 1970: Canta Manzanero
- 1971: Sardanes cantades (Vol. I)
- 1972: Salomé
- 1973: Salomé canta temas clásicos
- 1974: Déjame volver
- 1974: Sardanes cantades (Vol. II)
- 1976: México
- 1976: Els segadors
- 1977: Salomé canta a los clásicos
- 1978: Les nostres cançons (Vol. I y II)
- 1980: Catalunya meva
- 1988: Ahí va
- 1991: Más

### Singles seleccionados
- Se'n va anar / Bossa Nova tu ets per mi / Dona'm Felicitat / Com un record (1963)
- Se'n va anar / Si vols
- Esperame / Recuérdame / Puedo morir mañana / Cuando estoy contigo
- Puedo morir mañana / Esperaré
- La santa espina / Tot dansant
- Vivo Cantando / Amigos, amigos
- Una música / Tens la nit
- Dónde están / Déjame volver
- Com el vent / Les teves mans
- El jinete / ¿Sabes que tengo ganas?
- Distante
- Mi madre / la meu mare
- Oro
- Benvingut / Bienvenido
- Dorada / Alicia
- Disabte / Sábado
- Volver
- Canción de amor
- Marinero / Mariner
- Desde cuando / Desde cuan
- Lo Haré Por Ti'

### Recopilaciones seleccionadas
- Salomé (1962-1963) 2 CD
- Adiós (2002-2003) CD+DVD